# شبح (فیلم ۲۰۰۸)
«شبح» (روسی: Домовой) یک فیلم است که در سال ۲۰۰۸ منتشر شد.